# The Lost Samaritan
The Lost Samaritan è un film d'azione per televisione del 2008 scritto e diretto da Thomas Jahn. È interpretato da Ian Somerhalder, Ruta Gedmintas, e Oliver Debuschewitz.

## Trama
Dopo una lunga notte in ufficio, William Archer (Ian Somerhalder), un contabile, si ferma per aiutare un automobilista ferito e finisce col diventare il bersaglio di due pericolosi assassini.